# Scottish Open 1984
Die Scottish Open 1984 im Badminton fanden vom 27. bis zum 29. Januar 1984 in Edinburgh statt. Durch die Verlagerung des Austragungsdatums der Scottish Open von Januar zu November gab es im Jahr 1984 zwei Auflagen der Titelkämpfe.

## Finalresultate
| Disziplin    | Sieger                         | Finalist                           | Ergebnis     |
| ------------ | ------------------------------ | ---------------------------------- | ------------ |
| Herreneinzel | Morten Frost                   | Kevin Jolly                        | 15:11, 15:2  |
| Dameneinzel  | Sally Podger                   | Gillian Gowers                     | 11:7, 11:5   |
| Herrendoppel | Morten Frost Jesper Helledie   | Duncan Bridge Nigel Tier           | 15:11, 15:11 |
| Damendoppel  | Barbara Beckett Alison Fulton  | Claire Backhouse Johanne Falardeau | 15:12, 15:10 |
| Mixed        | Billy Gilliland Gillian Gowers | Duncan Bridge Sara Leeves          | 15:8, 15:7   |